# Maas-argonne-i amerikai katonai temető
A franciaországi Maas-Argonne amerikai katonai temető a legnagyobb amerikai világháborús sírkert Európában. A temetőben az első világháborúban elesett katonák nyugszanak. A sírok száma meghaladja a 14 ezret.

## A sírkert
A Romagne-sous-Montfaucon közelében található temetőbe azok az amerikai katonák kerültek, akik az 1918 őszén indított Maas-Argonne offenzívában hősi halált haltak. Az 52,6 ezer négyzetméteres sírkertben 14 246 katona alussza örök álmát. A temető legmagasabb részén, egy domb gerincén áll a kápolna, amelyben 954 eltűnt katona nevét vésték kőbe. Köztük vannak azok a katonák, akik Oroszország északi részén haltak meg 1918-1919-ben. Több név mellett kicsi bronzkokárda látható, mivel az ő földi maradványaikat azóta már azonosították. Az 1600 négyzetméteres látogatóközpontot 2016-ban felújították.

2023 óta az első világháború temetői és emlékhelyei részeként a világörökséghez tartozik.

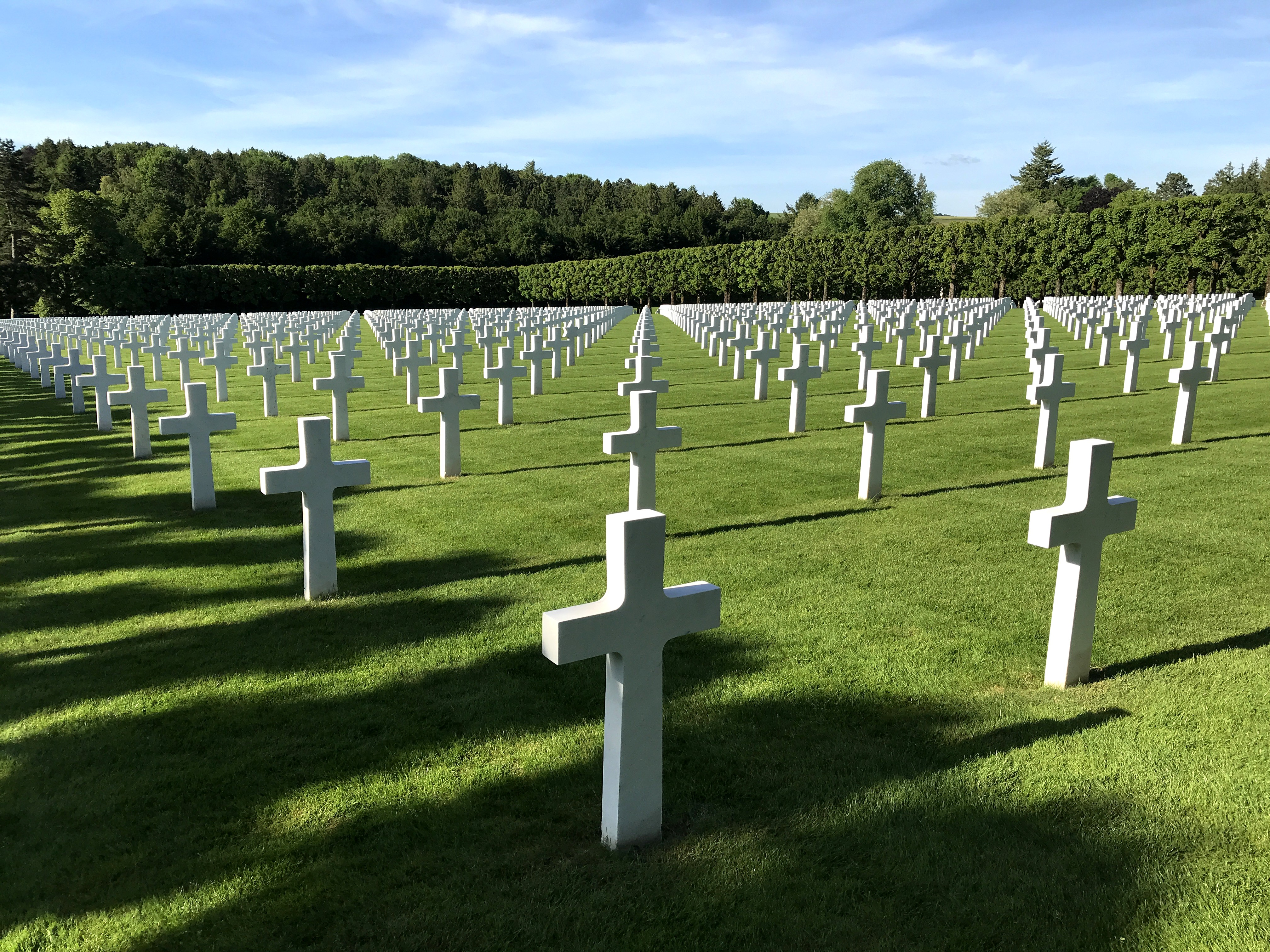
Keresztsorok
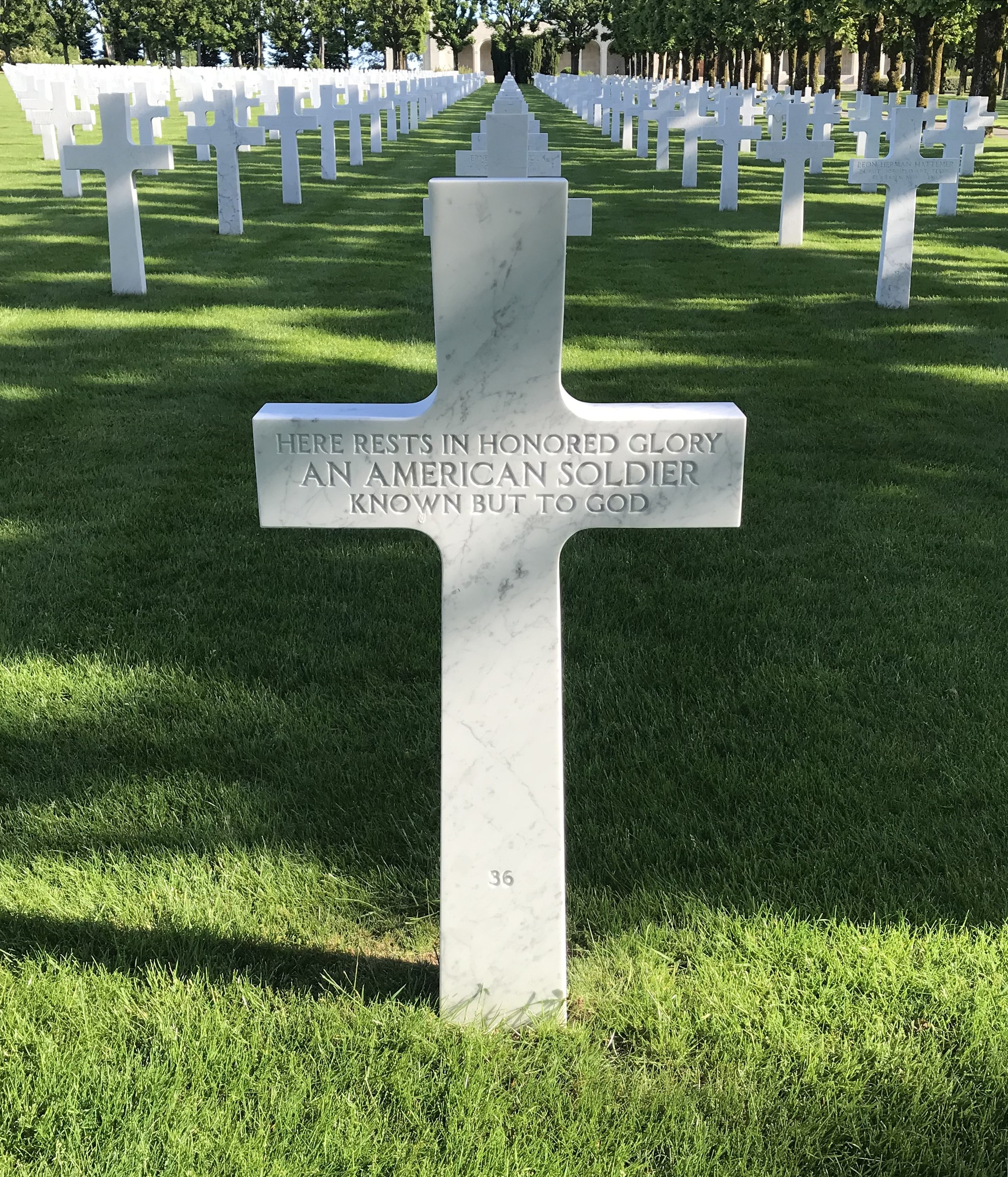
Ismeretlen katona sírja
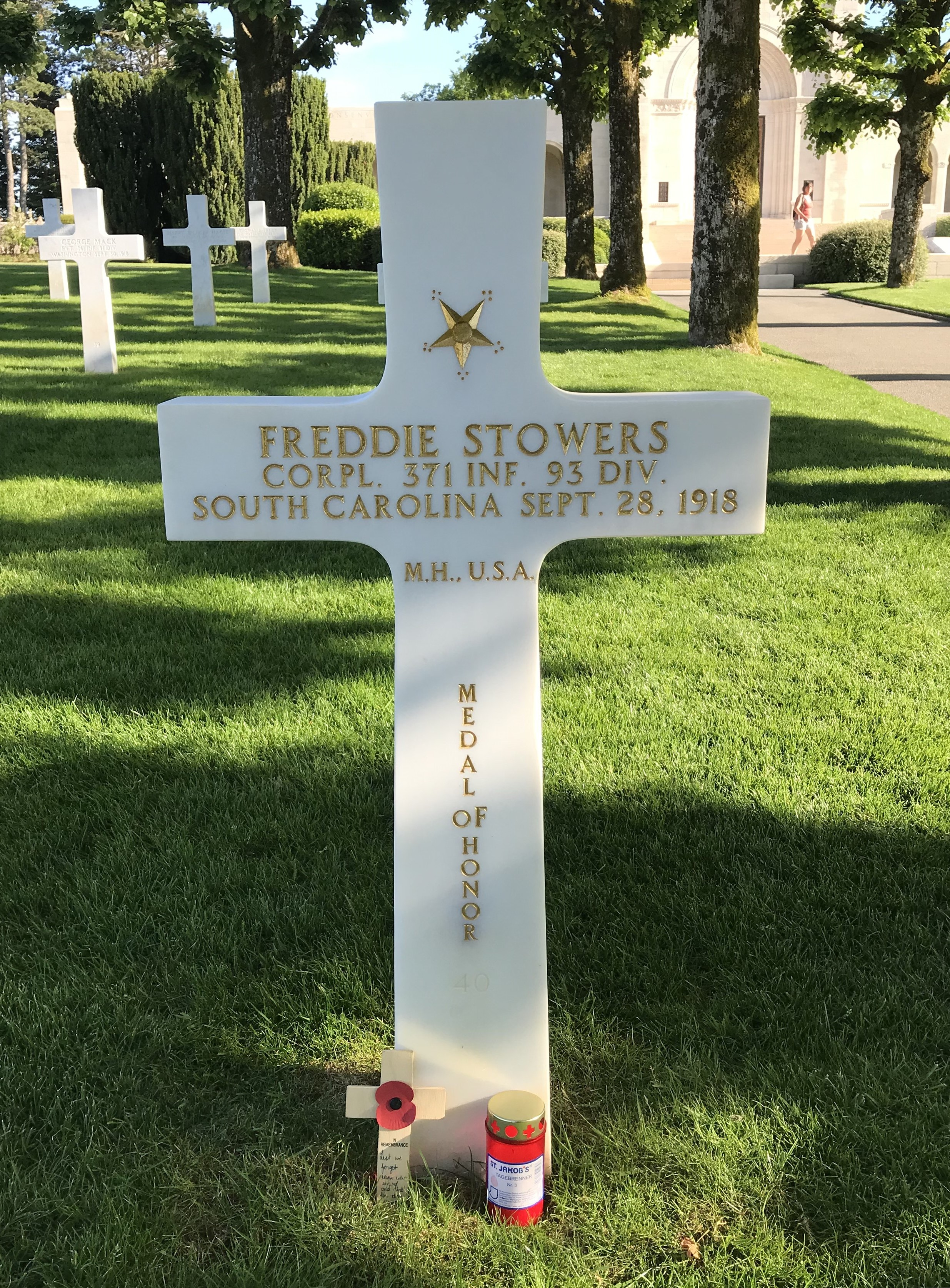
Freddie Stowers (Medal of Honor) keresztje
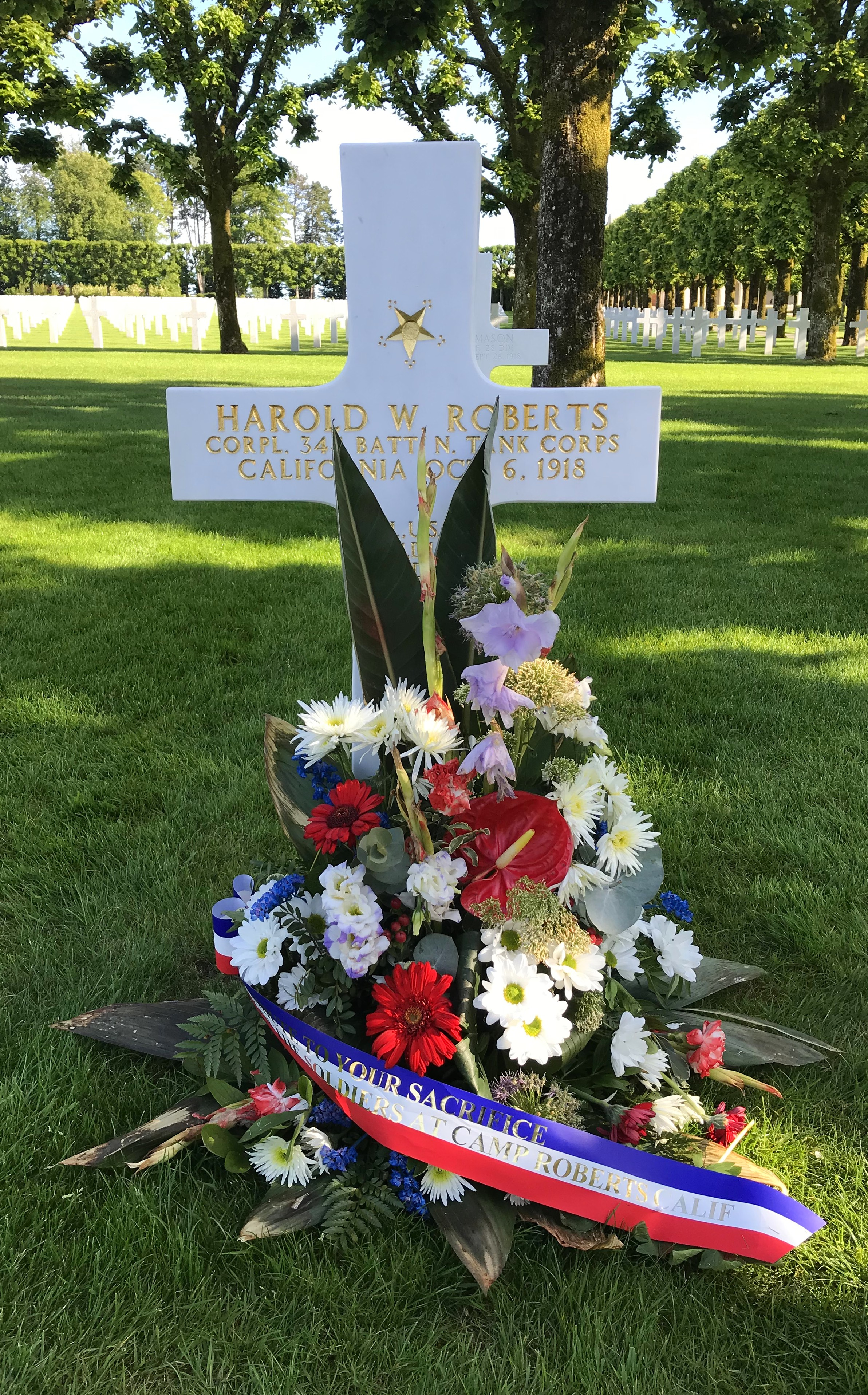
Harold W. Roberts (Medal of Honor) sírja
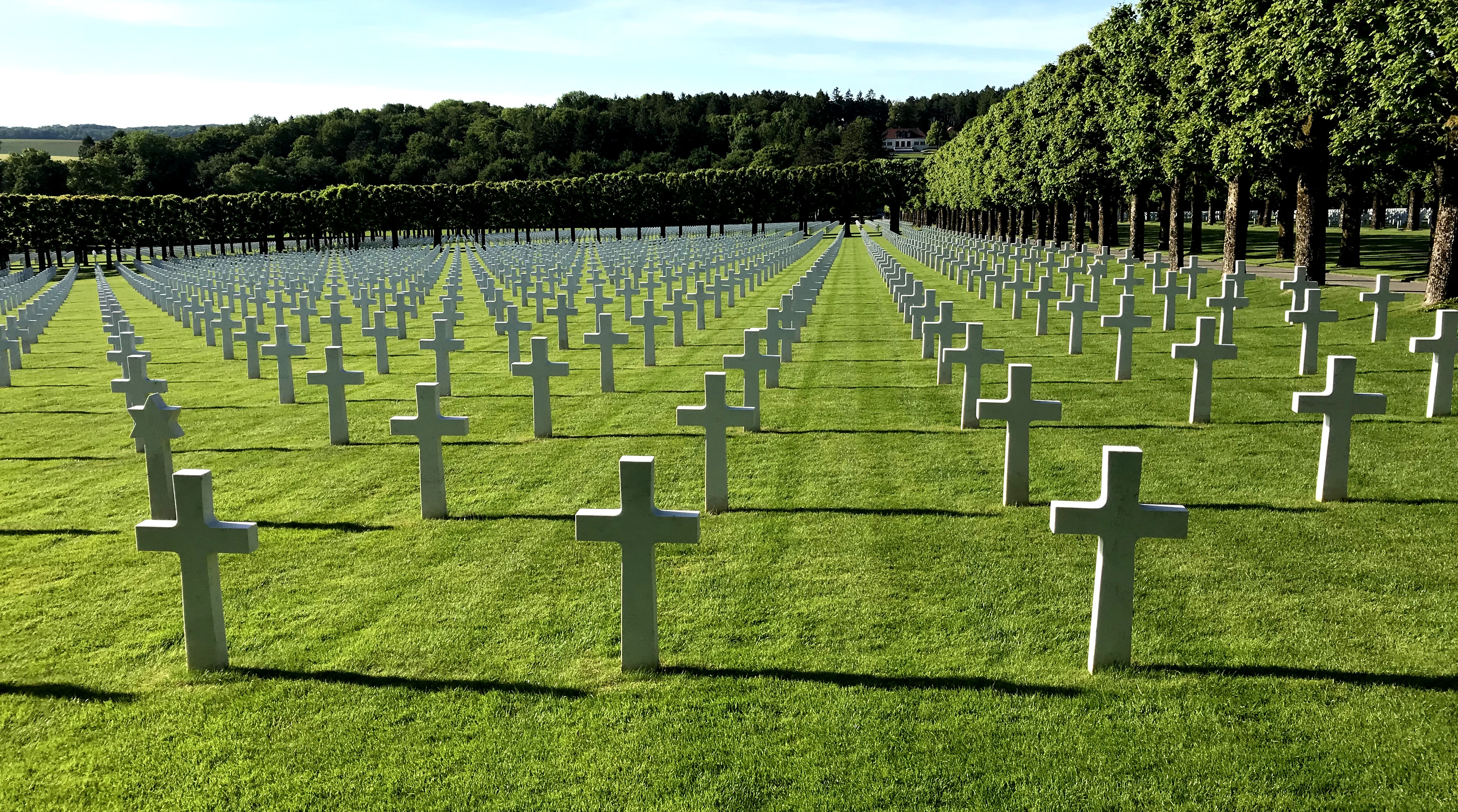
A temető